# Josef Inwald
Josef Inwald, též Inwald von Waldtreu (28. ledna 1837 Chyška – 19. května 1906 Vídeň), byl rakouský a český podnikatel ve sklářském průmyslu a politik židovského původu a české národnosti, na sklonku 19. století poslanec Českého zemského sněmu.

## Biografie

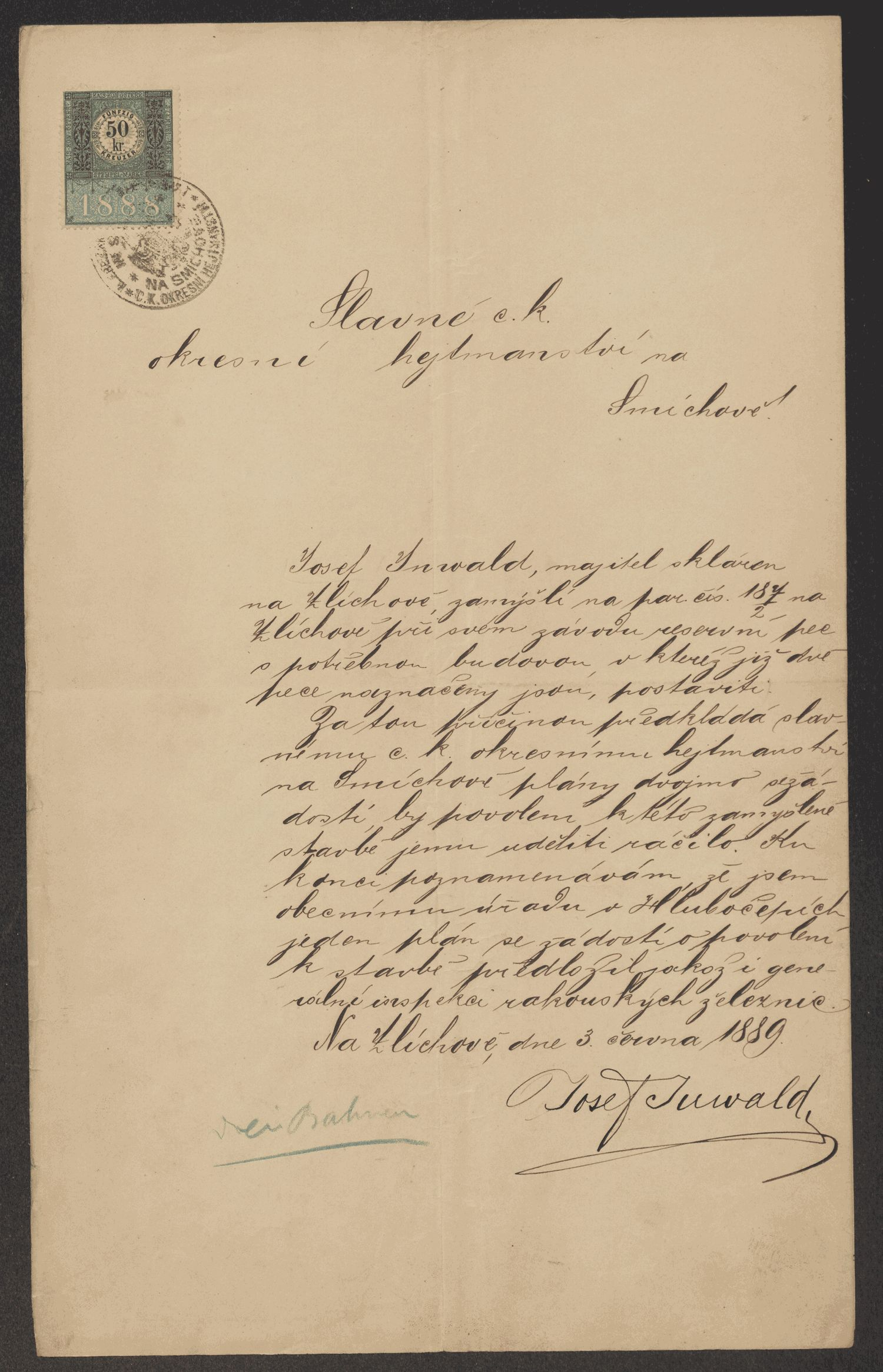
Žádost z roku 1889 o povolení stavby rezervní pece podaná Josefem Inwaldem, majitelem firmy Josef Inwald, Cís. král. výsostné privilegované sklárny a raffinerie na Zlíchově. (SOkA Praha-venkov)

Narodil se v místní části Chyška městyse Pollersdorf/Úsobí jako syn obchodníka Michaela Inwalda. Vystudoval polytechniku. V roce 1862 otevřel v Německém Brodě sklárnu, při níž usídlil 14 rodin sklářských dělníků, roku 1874 pak druhou sklárnu v Německém Šicendorfu, kde pracovalo téměř 400 lidí. Roku 1878 přibyla sklárna a rafinerie skla v Praze na Zlíchově, která byla jednou z největších v monarchii (měla 500 zaměstnanců). Německobrodskou sklárnu Inwald přesunul roku 1885 zcela do Německého Šicndorfu (Deutsch Schützendorf). Roku 1893 koupil opuštěnou sklárnu v Poděbradech (pozdější Sklárny Bohemia), která se pak specializovala na sifonové lahve, a kde do konce století zvýšil počet tamních zaměstnanců na 300. Roku 1898 zahájil jeho v závodě v Hudcově (Hundorf) produkci okenních skel, přičemž tento provoz měl pak ještě pobočné závody ve Velkém Březně a ve Floridsdorfu na předměstí Vídně. Inwaldova firma expandovala, výrazně se soustřeďovala na export, na Balkán i např. do Španělska. Synové ji proměnili v akciovou společnost

## Ocenění
Firma získala medaile na Světové výstavě ve Vídni roku 1873 a v Paříži roku 1878. V roce 1892 byl Inwald jmenován členem ústředního výboru pro přípravu Světové výstavy v Chicagu. V roce 1891 zastával funkci prezidenta Jubilejní zemské výstavy v Praze roku 1891, kde měl v Průmyslovém paláci velkou centrální expozici skla. Působil i jako znalec u obchodního soudu v Praze.
Výměrem c.k. místodržitelství ze dne 10. června 1902 byl Josef Inwald s manželkou a synem Oskarem povýšen do šlechtického stavu s titulem von Waldtreu. Dále byl za šíření zahraničního obchodu se sklem vyznamenán zlatým záslužným křížem a byl jmenován rytířem španělského řádu Karla III. a držitelem srbského řádu Takovského IV. třídy.

## Politika
Koncem 80. let 19. století se zapojil do komunální i zemské politiky. V zemských volbách v roce 1889 byl zvolen v městské kurii (volební obvod Praha-Josefov) do Českého zemského sněmu. Politicky patřil k mladočeské straně. V nekrologu je ovšem uváděn jako stoupenec staročeské strany.
Za židovskou komunitu zasedal v zemské školní radě. Židovskou městskou část Josefov zastupoval také jako člen obecního zastupitelstva a rady města Prahy.

## Rodina
Oženil se s Karolínou Munelesovou (21.1.1837 Praha – 1909 Vídeň), s níž měl šest dětí: syn Rudolf (* 1864 Praha) přesídlil k firmě do Vídně. Syn Oskar (* 1874) vystudoval filozofii a chemii a vedl po otci pražskou a poděbradskou sklárnu, roku 1900 konvertoval ke katolické víře a oženil se s baronkou Metou Danitou von Winschen. Dcery byly čtyři: Hedvika (* 1866), Ernestína (* 1868), která se provdala za advokáta Josefa Fritsche do Vídně – Ottakringu, Pavlína (* 1869) a Adéla (* 1872).
Zemřel v květnu 1906 ve Vídni, kde byl také pohřben.
Jeho bratr Heřman Michael Inwald (1838–1907) byl klenotníkem a velkoobchodníkem se zlatnickým zbožím v Praze.